# Dez Skinn
Derek G. "Dez" Skinn, född 4 februari 1951, är en brittisk författare, redaktör och förläggare.
Han började sin karriär på IPC Magazines 1970 innan han i mitten av 1970-talet istället gick över till Warner Bros. I januari 1978 grundade Skinn Starburst Publishing Ltd., som gav ut tidskriften Starburst. Mycket tack vare denna tidskrift fick han senare arbete hos Marvel UK, där han rapporterade direkt till Stan Lee. Skinn lämnade Marvel UK 1980 för att istället grunda bolagen London West End Studio System och Quality Communications, där den senare är mest känd för att vara förlaget bakom serieantologin Warrior. 
År 2010 fick Skinn ta emot ett Guinness-rekord för att ha varit med om att publicera Doctor Who Weekly, som den längst publicerade tidskrift som är anknuten till en TV-serie.